# Krtčík
Krtčík (Uropsilus) je rod drobných hmyzožravců, kteří obývají zalesněné vysokohorské území na pomezí Číny, Myanmaru a Vietnamu. Mají dlouhý chobotovitý rypák a dlouhý tenký ocas. Jsou podobní rejskům, ale jsou spíše příbuzní krtkům. Jsou známy 4 druhy, v češtině pojmenovaní „krtek“.